# Aldrycheta
Aldrycheta (Aldrichetta forsteri) – gatunek morskiej ryby z rodziny mugilowatych (Mugilidae), jedyny przedstawiciel rodzaju Aldrichetta.

## Występowanie
Południowo-wschodni Pacyfik. Nowa Zelandia, Wyspy Chatham oraz zachodnia, południowa i wschodnia Australia i Tasmania.
Żyje w wodach przybrzeżnych, w zatokach, ujściach rzek i lagunach nad dnem piaszczystym lub mulistym na głębokości do 10 (maksymalnie 50) m. Wchodzi do rzek, dorosłe osobniki żyją w przybrzeżnych, słonawych jeziorach. Formuje jednowiekowe stada (tzw. „szkoły”), tworzy ławice. Preferuje wody o temperaturze do 28 °C.

## Cechy morfologiczne
Zazwyczaj osiąga 15–30 cm długości (maksymalnie 40 cm i masę 950 g). Głowa i pysk bardziej wydłużone niż u cefala, powieki bez tłuszczu. Na pierwszej parze łuków skrzelowych 69 – 76 wyrostków filtracyjnych. Łuski niewielkie, 54–64 wzdłuż boków, łatwo odpadają. W płetwach grzbietowych 5 kolców i 9 miękkich promieni, w płetwie odbytowej 3 twarde i 12 miękkich promieni. W płetwach piersiowych po 15 miękkich promieni, w płetwach brzusznych 1 twardy i 5 miękkich promieni.
Grzbiet oliwkowy do niebieskobrązowego, boki srebrzyste, płetwy brązowo obrzeżone. Tęczówka oka jaskrawożółta.

## Odżywianie
Jest gatunkiem wszystkożernym. Zazwyczaj zjada bentoniczne resztki, algi oraz niewielkie bezkręgowce.

## Rozród
Dojrzewa płciowo w 2–3 roku życia. Trze się w dużych stadach latem i jesienią, w wodach przybrzeżnych, prawdopodobnie w ujściach rzek. Ikra jest pelagiczna i nie jest lepka. Żyje do 7 lat.

## Znaczenie
Łowiona przez wędkarzy i rybaków. Sprzedawana świeża (cała bądź jako filety), wędzona lub solona. Jadalna jest również ikra tej ryby.